# Anaptychia ulotrichoides
Anaptychia ulotrichoides är en lavart som först beskrevs av Edvard Vainio, och fick sitt nu gällande namn av Vain. Anaptychia ulotrichoides ingår i släktet Anaptychia och familjen Physciaceae.   Inga underarter finns listade i Catalogue of Life.